# Döllnitz (Schkopau)
Döllnitz is een plaats en voormalige gemeente in de Duitse deelstaat Saksen-Anhalt, en maakt deel uit van de Landkreis Saalekreis.

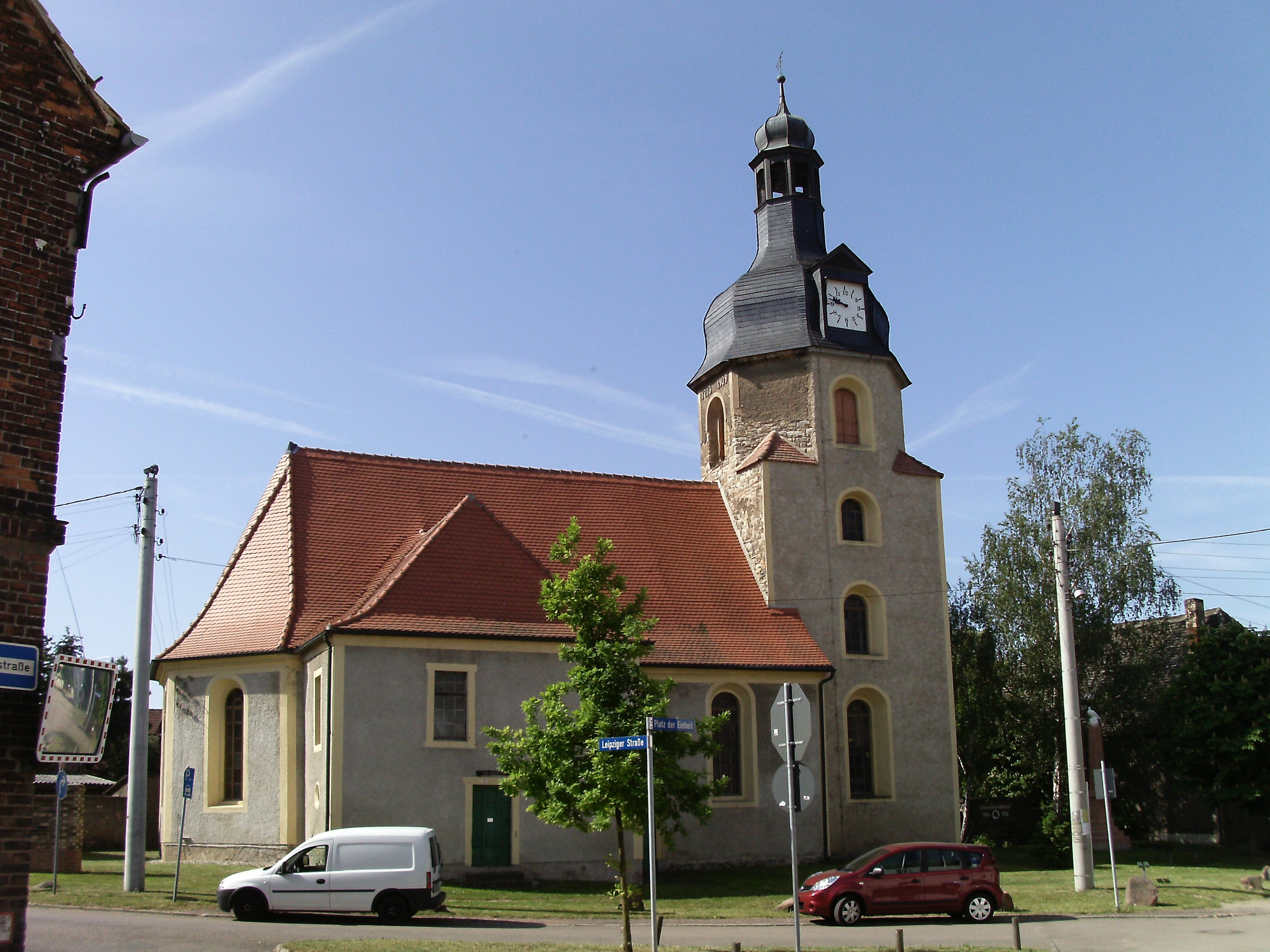
Kerk

Döllnitz telt 1.425 inwoners.